# 坊峰合戦
坊峰合戦（ぼうみねかっせん）又は坊ヶ峰合戦（ぼうがみねかっせん）とは、永正5年10月27日に武田信虎と、その叔父油川信恵により行われた合戦および12月に信虎と小山田弥太郎とで行われた合戦である。
合戦地は現在の山梨県笛吹市境川町坊ヶ峰と甲府市上曽根町に所在する勝山城。ともに甲府盆地南端・笛吹川左岸に立地する。勝山城は甲斐・駿河間を結ぶ中道往還に近接する。

## 合戦までの経緯
室町時代後期から有力国人や守護代・跡部氏の専横により乱国状態であった甲斐国では、戦国時代に甲斐武田氏第16代当主・武田信昌が跡部氏を排斥することに成功するが、信昌は嫡男・信縄に対して次男油川信恵を寵愛し家督を継がせようとしていた。これに反発した長男武田信縄は延徳3年（1491年）6月信昌を隠居させ、事実上、武田氏の家督を継承した。この結果甲斐は両派に属する勢力で二分され戦禍に巻き込まれる事となる。
明応元年（1492年）7月23日には市河（市川三郷町）において信縄と信恵派の栗原信遠が激突し、当初は信昌が支援する信恵の形成有利に進んでいたが、1494年頃から形勢が逆転し、1498年には信縄有利のまま一旦両者は和睦する。さらに永正2年（1505年）には信恵を支援していた信昌が死去する。
ところが永正4年（1507年）2月14日には信縄が病没する。家督はまだ14歳の長男武田信虎（初名は「信直」）が継いだ。

### 勝山城の戦い
信縄が死去し、まだ幼い信虎が継いだことを好機と見た信恵は、勝山城において挙兵した。信昌三男で弟の岩手縄美の他栗原昌種、小山田弥太郎らも信恵に味方した。
1508年（永正5年）10月4日、信虎方は本拠の川田館（甲府市川田町）から出撃すると勝山城を夜襲した。油川方は大敗し、油川信恵、岩手縄美、栗原昌種は討死した。

### 坊ヶ峰の戦い
同年12月、郡内領主の小山田弥太郎（信隆）は甲府へと侵攻し、坊ヶ峰にて信虎と対峙する。当初は小山田軍が有利に進めていたが深夜に信虎方に奇襲されて信隆が討死した。

### 合戦後
翌1509年から1510年にかけても小山田弥太郎の跡目を継いだ小山田信有（越中守）と信虎の戦いが続き、信直の妹を嫁がせる事で両者は和睦した。